# Egypt-Air-Flug 990
Am 31. Oktober 1999 verunglückte eine Boeing 767-366ER auf dem Egypt-Air-Flug 990 (Flugnummer MS990 bzw. MSR990). Die Maschine der Egypt Air, die einen internationalen Linienflug von Los Angeles über New York City nach Kairo absolvieren sollte, stürzte etwa 360 Kilometer östlich von New York in den Atlantischen Ozean, wobei alle 217 Personen an Bord ums Leben kamen. Die Unfallursache konnte nicht abschließend geklärt werden. Das US-amerikanische NTSB sah einen Pilotensuizid als wahrscheinlich an, während die ägyptische Luftfahrtbehörde von einem Kontrollverlust infolge eines Höhenruderdefekts ausging.

## Fluggerät und Besatzung
| Land               | Personen |
| ------------------ | -------- |
| Vereinigte Staaten | 100      |
| Ägypten            | 89       |
| Kanada             | 21       |
| Syrien             | 3        |
| Sudan              | 2        |
| Simbabwe           | 1        |
| Deutschland        | 1        |

Die Boeing 767-366ER mit dem Kennzeichen SU-GAP war von Boeing am 26. September 1989 an Egypt Air ausgeliefert worden. Die Fluggesellschaft betrieb sie durchgehend für zehn Jahre und zwei Monate bis zum Absturz. In ihrer Betriebszeit absolvierte die mit zwei Pratt-&-Whitney-PW4060-Triebwerken ausgestattete Maschine insgesamt 33.354 Flugstunden. Auf dem Flug MS990 war die Schubumkehr des linken Triebwerkes deaktiviert, da sie defekt war.
Auf dem Flug MS990 wurden 15 Angestellte von Egypt Air eingesetzt. Dazu zählten ein Flugingenieur, zehn Flugbegleiter und auf Grund der langen Flugzeit von etwa zehn Stunden zwei Pilotenteams, bestehend aus Kapitän und erstem Offizier. Eine Flugbesatzung war für den Start und die Landung zuständig, während die andere, welche die erste nach etwa drei bis vier Stunden ablösen sollte, für den mittleren Flugabschnitt verantwortlich war.
An Bord befanden sich 202 Passagiere. Der Großteil von ihnen stammte aus den Vereinigten Staaten und aus Ägypten. Die übrigen kamen aus fünf anderen Staaten; unter ihnen war auch eine Person aus Deutschland.

## Flugablauf

Grafik des Flugablaufes kurz vor dem Aufschlag auf dem Atlantik. Das Flugzeug verliert schnell knapp die Hälfte seiner Flughöhe, bevor es wieder kurz ansteigt.

Der Egypt-Air-Flug 990 startete am 30. Oktober 1999 vom Los Angeles International Airport nach Kairo mit einem planmäßigen Zwischenstopp auf dem New Yorker John-F.-Kennedy-Flughafen. Dort landete die Maschine um 23:48 Uhr (UTC-4) und erreichte etwa 20 Minuten später den Flugsteig, wo die Besatzung wechselte und die beiden Crews für den Transatlantikflug zustiegen.
Egypt-Air-Flug 990 bekam um 01:19 Uhr morgens die Starterlaubnis für die Bahn 22R für den Flug von New York nach Kairo. Die erste Crew begann den Flug. Doch schon 20 Minuten nach dem Abheben kam der Erste Offizier der Ersatzcrew, Gamil El-Batouti, ins Cockpit und bestand hartnäckig darauf, den ersten Teil des Fluges zu übernehmen. El-Batouti war zu diesem Zeitpunkt ältester Erster Offizier der Egypt Air und stand kurz vor seiner Pensionierung, weshalb der erste Copilot Platz machte. Als der Kapitän gegen 01:48 Uhr auf die Toilette ging, war El-Batouti alleine im Cockpit. Daraufhin stellte er 100 Sekunden (01:49:45 Uhr) nachdem der Kapitän das Cockpit verlassen hatte die Triebwerke und den Autopiloten aus, worauf sich die Nase der Boeing 767-366ER, die sich bereits auf der Reiseflughöhe von 10.000 Metern befand, stark nach unten senkte und die Maschine in einen steilen Sturzflug ging, der im Flugzeug Schwerelosigkeit herrschen ließ. Um 01:50:06 Uhr kam Kapitän Mahmoud El Habashy zurück ins Cockpit, als die Maschine bereits die maximale Fluggeschwindigkeit von 0,86 Mach überschritten hatte und mit negativem Lastvielfachem mit etwa 99 Prozent der Schallgeschwindigkeit zu Boden raste. El Habashy versuchte das Flugzeug abzufangen, indem er an dem Steuerknüppel zog, allerdings gelang es ihm nicht. Auch mit den Triebwerken ließ sich der Sturzflug nicht beenden, da sie abgeschaltet waren. Erst mit den Flügelklappen schaffte es El Habashy, die Geschwindigkeit zu reduzieren und den Sturzflug nach 40 Sekunden auf einer Höhe von 5.000 Metern abzufangen. Aufgrund der abgeschalteten Triebwerke fiel der Strom aus, weswegen der  Flugdatenschreiber und der Stimmenrecorder nichts mehr aufzeichnen konnten, so dass nicht mehr zweifelsfrei festgestellt werden kann, was genau sich an Bord ereignete. Jedoch wurde durch die Radaraufzeichnungen festgestellt, dass das Flugzeug wieder auf 7.300 Meter stieg. Dabei verlor es durch fehlende Triebwerksleistung zu viel Geschwindigkeit, weswegen es abermals in einen rasanten Sturzflug überging. Teile des Rumpfes und das linke Triebwerk rissen ab, bevor die Boeing 767 gegen 01:52 Uhr in den Atlantischen Ozean stürzte.

## Rettungsaktion und Bergung

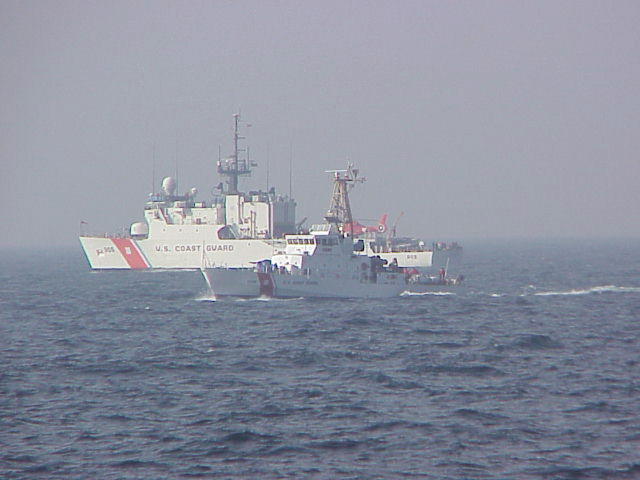
Zwei Schiffe der US-Küstenwache suchen am Absturzort nach Überlebenden

Die Rettungsaktion im Atlantischen Ozean begann etwa 20 Minuten nach dem Absturz. Die amerikanische Küstenwache wurde um 02:15 Uhr alarmiert, dass eine Boeing 767 verschwunden sei. Die Kings Pointer, ein Schulschiff der US-Handelsmarine (United States Merchant Marine), traf zuerst am Unfallort ein. Ihre Besatzung fand in der Morgendämmerung Ölspuren und Trümmerteile auf der Wasseroberfläche. Aufgrund des starken Aufpralls hatte niemand den Absturz überlebt. Die Bergung der Trümmer, die über 104 km² verstreut waren und für die Klärung des Unfalls benötigt wurden, gestaltete sich schwierig. Die Wassertiefe behinderte auch die Bergung der Flugschreiber. Die akustischen Ortungsbaken, genannt „Pinger“, wurden beim Aufprall von den Blackboxen abgetrennt. Erst neun Tage nach dem Unfall entdeckte ein unbemanntes U-Boot der US-Marine den Flugdatenschreiber, weitere vier Tage später wurde am 14. November 1999 auch der Stimmenrecorder aufgespürt.
An der Suche nach Überlebenden und der Bergung der Wrackteile beteiligten sich neben neun Booten der Küstenwache auch ein Flugzeug und drei Hubschrauber.
Die Bergungsaktion endete am 22. Dezember 1999. Es konnten 70 Prozent des Flugzeuges geborgen werden. Im westlichen Gebiet (40° 20′ 57″ N, 69° 45′ 40″ W) wurden vor allem Teile des linken Triebwerks, der beiden Tragflächen, der Haut des Rumpfes und des Höhenleitwerks und große Stücke vom Bugfahrwerk gefunden, im östlichen Gebiet (40° 20′ 51″ N, 69° 45′ 24″ W) Teile des Rumpfes, der Tragflächen, des Leitwerks mit dem rechten Triebwerk und des Hauptfahrwerks sowie der Flugschreiber.
Bei einer weiteren, jedoch wesentlich kürzeren Suchaktion vom 29. März bis 3. April 2000 konnten neben verschiedenen Wrackteilen noch Teile des linken Triebwerks aufgespürt werden.

## Unfalluntersuchung

### Ermittlungsanfang

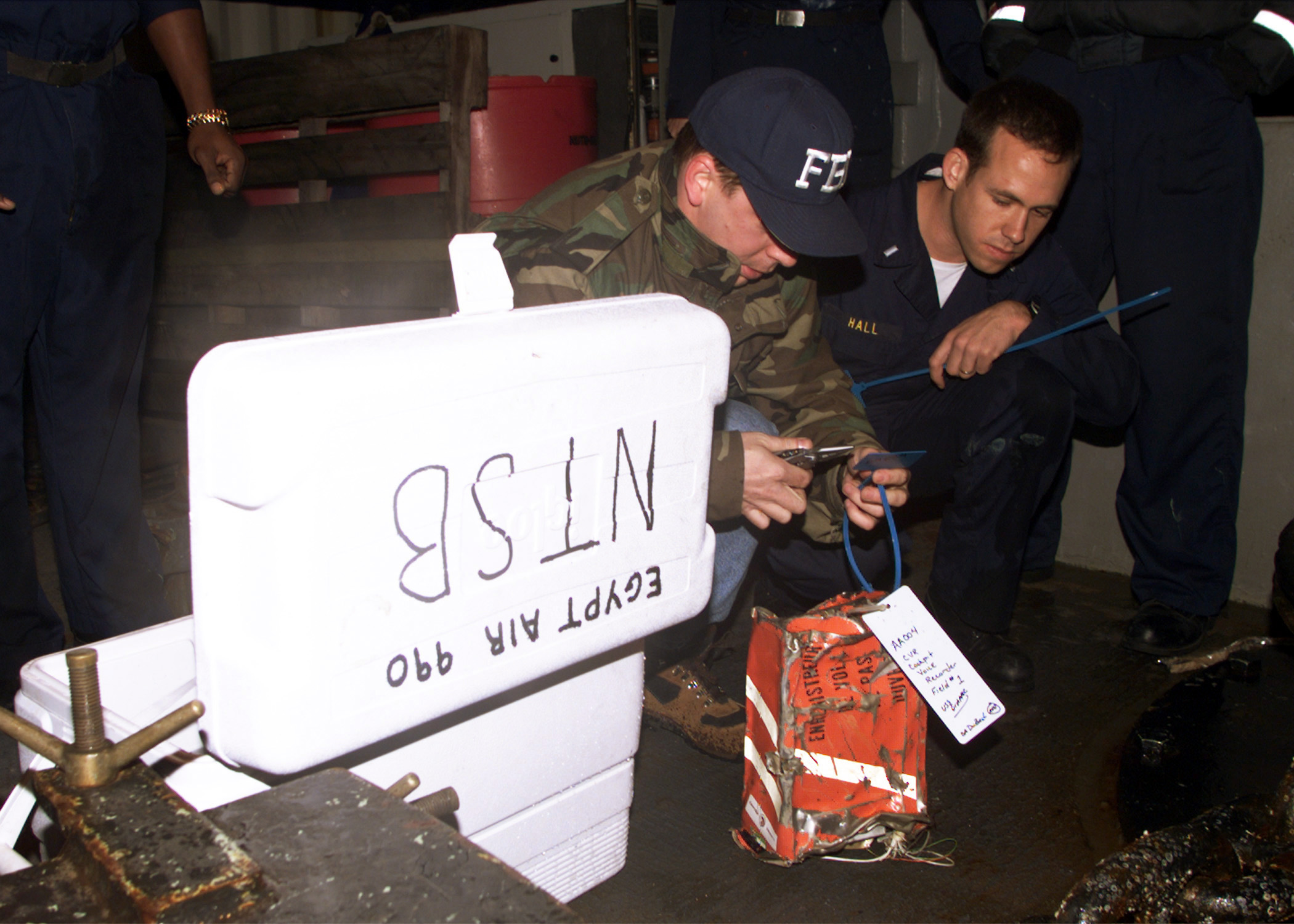
13 Tage nach dem Unfall wurde der Stimmenrecorder geborgen. Seine Auswertung brachte Unstimmigkeiten unter den Piloten ans Licht.

Kurz nach der Bergung der zweiten Blackbox begannen amerikanische Ermittler in der Zentrale des National Transportation Safety Board (NTSB), der US-amerikanischen Flugsicherheitsbehörde, mit dem Übersetzen der auf Arabisch geführten Gespräche, die der Stimmenrecorder aufgenommen hatte. Dies war wegen der guten Tonqualität kein großes Problem; dennoch brachte es die Ermittler zunächst nicht weiter. Das FBI, welches das NTSB bei der Unfalluntersuchung unterstützte, fand schnell heraus, dass es kein Bombenattentat gewesen sein konnte, weil weder Sprengstoffreste gefunden wurden noch das Zerstörungsbild der Trümmerteile zu einer Bombe passte. Die Auswertung des Flugdatenschreibers zeigte ebenfalls keine Auffälligkeiten. Als weitere Absturzursachen wurden nun ein technischer Defekt oder ein Pilotenfehler in Betracht gezogen.

### Erklärung des Sturzfluges
Bei dem Abgleich der Aufnahmen des Stimmenrecorders mit den Angaben des Flugdatenschreibers entdeckten die Ermittler Unstimmigkeiten. Gamil El-Batouti, welcher bereits vor seiner eigentlichen Arbeitszeit im Cockpit erschienen war, stellte den Autopiloten ab, wodurch das Flugzeug sank und nach links drehte. Danach drückte er den Steuerknüppel nach vorne und den Gashebel nach hinten, wodurch der Triebwerksschub verringert und das Höhenruder nach unten ausgeschlagen wurde.
Laut amerikanischen Ermittlern soll der Kapitän, nachdem er in das Cockpit zurückgelangt war, durch Ziehen des Steuerknüppels versucht haben, den Sturzflug abzufangen. Das half jedoch nichts, da der erste Offizier weiterhin den Knüppel drückte. Erst mit Hilfe der Flügelklappen schien wieder Hoffnung auf Rettung des Flugzeuges zu entstehen. Da es aber nun wieder an Höhe gewann, jedoch kein Triebwerksschub es mehr beschleunigte, wurde es zu langsam, weswegen die Maschine unkontrollierbar in den Atlantischen Ozean stürzte.
Die ägyptischen Behörden entwickelten jedoch eine andere Theorie. Weil unter den gefundenen Wrackteilen drei gebrochene Niete des Höhenleitwerks entdeckt wurden, nahmen sie ein Versagen des Höhenruders an. Demnach zeigte ein Ruder nach oben, während das andere nach unten zeigte. Von den Ägyptern informiert, ordnete die Federal Aviation Administration (FAA) an, die Scherniete aller Winkelhebel in allen Boeing 767 zu untersuchen. Dabei wurden in 34 Flugzeugen 136 fehlerhafte Niete gefunden. Die ägyptischen Ermittler waren nun sicher, dass die gebrochenen Niete das Höhenleitwerk verklemmt hatten, wodurch das daraufhin nicht mehr steuerbare Flugzeug abstürzte.
Diese Meinung teilten die Amerikaner, ausgehend vom NTSB, nicht. Sie verwiesen darauf, dass eine Boeing 767 unabhängig voneinander funktionierende Höhenruder hat, um beim Ausfall eines Ruders noch die Kontrolle über das andere zu behalten. Bei einem Flugsimulatortest wurde herausgefunden, dass der Kapitän mit seinen Maßnahmen und in seiner Situation das Flugzeug ohne große Probleme hätte abfangen können. Sie bezweifelten so die ägyptische Theorie und schlossen sowohl technisches Versagen als auch einen Terroranschlag endgültig aus.

### Suizid
Das NTSB konzentrierte sich daraufhin auf den ersten Offizier. Von ihm stammte die sonst im positiven Sinne genutzte Äußerung „Ich vertraue auf Allah!“. Obwohl dieser Satz normalerweise nicht ungewöhnlich ist, wiederholte ihn El-Batouti elf Mal. Das weckte die Aufmerksamkeit der Amerikaner. Dieses verdächtige Verhalten war dafür ausschlaggebend, dass das NTSB den Fall trotz Missfallens der Ägypter an das FBI weitergab.
Das FBI begann seine Ermittlungen in dem New Yorker Hotel Pennsylvania, in dem Egypt Air ihr Personal untergebracht hatte. Dort erfuhr es, dass El-Batouti immer wieder sexuelles Fehlverhalten an den Tag legte und weibliche Gäste und Hotelbedienstete belästigte. Bereits zwei Jahre zuvor war er mit sexuellen Belästigungen auffällig geworden. Des Weiteren wurde El-Batouti unterstellt, er sei frustriert und wütend auf Egypt Air, weil er kurz vor seiner Pensionierung stand und noch immer nicht über den Rang des Ersten Offiziers hinaus gekommen war.
Drei Monate nach Beginn der FBI-Ermittlungen meldete sich ein anderer Egypt-Air-Pilot mit Namen Taha in London. Er bat um politisches Asyl in Großbritannien und behauptete, etwas über den Absturz von Egypt Air 990 zu wissen, doch in Ägypten Repressionen ausgesetzt zu sein. Daraufhin befragte ein FBI-Agent zusammen mit einem Angestellten des britischen Geheimdienstes den Piloten. Taha berichtete, dass El-Batoutis sexuelle Störungen Egypt Air bekannt waren, aber ignoriert wurden. Erst am Tag vor dem Unfall habe der leitende Pilot mit dem ersten Offizier gesprochen und ihm erklärt, dass sein Verhalten so nicht mehr geduldet werden könne und dass Flug 990 sein letzter Flug im amerikanischen Luftraum sein werde. Damit gab es für die Ermittler der Vereinigten Staaten ein weiteres Motiv für einen Pilotensuizid.
Kapitän Taha enthüllte weiterhin, dass alle Flugbesatzungen Egypt Airs zu einem Treffen nach Kairo beordert worden waren. Dort sollte ihnen nur mit technischen Fakten klargemacht werden, dass es ein technischer Fehler war, der letztendlich zum Absturz führte. Jedoch war allen Anwesenden anhand der Erläuterungen klar, dass es ein Pilotenfehler gewesen sein musste. Egypt Air bestand in der Konferenz für die Crews darauf, absolutes Stillschweigen über den Fall und alle Zusammenhänge zu bewahren.
Die ägyptischen Behörden ließen daraufhin einen anderen Egypt-Air-Piloten verhören. Mohammed Dabrahi, ein jahrelanger Bekannter El-Batoutis, bestätigte, dass der leitende Pilot schon länger von dem sexuellen Fehlverhalten wusste, es aber bisher ignoriert hatte. Das beruhte darauf, dass der erste Offizier kurz vor seiner Pensionierung stand. Dabrahi erklärte, dass deswegen gar kein Gespräch mit El-Batouti stattgefunden habe.

## Unfallursachen

### Offizielle Untersuchungsergebnisse
Die Flugunfalluntersuchungen erstreckten sich über zwei Jahre und fünf Monate und verursachten Kosten in Höhe von zehn Millionen Dollar (etwa 8,2 Mio. Euro). Das NTSB veröffentlichte am 21. März 2002 seinen Abschlussbericht. Darin heißt es unter anderem, dass der Unfall wahrscheinlich aus dem Fehlverhalten des ersten Offiziers der Ersatzcrew resultierte. Die daraufhin verärgerten Ägypter kritisierten diese These und die Arbeit des NTSB.
Die bis dato ermittelten Indizien stellen keine absoluten Beweise für den eigentlichen Unfallhergang dar. Was genau und aus welchen Gründen an Bord passierte, konnte vollumfänglich nie geklärt werden.

### Vergleich des Ablaufes aus Sicht der Vereinigten Staaten und von Ägypten
| USA | Ägypten |
| --- | --- |
| El-Batouti schaltet manuell den Autopiloten ab. | El-Batouti stellt den Autopiloten ab, weil dieser ein technisches Problem hat. |
| El-Batouti leitet durch das Bedienen der Höhenruder einen steilen Sinkflug ein. | Das Höhenleitwerk klemmt und so entsteht der Sturzflug. |
| Er unterbricht aktiv die Treibstoffzufuhr zu den beiden Triebwerken. Die Triebwerke fahren herunter, der zum Auftrieb benötigte Schub nimmt rapide ab. | Er tut dies aus Vorsicht. Der Kapitän habe angeordnet, die Triebwerke nach dem Aufleuchten des Öldruckwarnsystems, welches anzeigt, dass die Triebwerke ausgefallen sind, neuzustarten.    |
| El-Batouti drückt den Steuerknüppel nach vorne, während der Kapitän das Gegenteil tut. Dadurch zeigt das eine Höhenruder nach oben und das andere nach unten. Dies provoziert den Sturzflug weiter, die Maschine beginnt im Sturzflug unkontrolliert zu rollen. | El-Batouti drückt den Steuerknüppel nach vorne. Er will zusammen mit dem Kapitän die Maschine stabilisieren, welche durch die verklemmten Höhenruder jedoch unkontrollierbar geworden ist. |
| Letztendlich stürzt das Flugzeug nach einer kurzen Steigphase über knapp 2.500 Meter, die der Boeing zu viel Geschwindigkeit nahm, wieder Richtung Meer und zerschellt auf dem Atlantischen Ozean.                                                              | |

### MS990 im Kontext anderer Flugunfallermittlungen Ägyptens
Mittlerweile reiht sich Flug 990 in eine Serie von Zwischenfällen ein, bei denen es im Laufe von multinationalen Flugunfalluntersuchungen zu einer Kontroverse zwischen ägyptischen Ermittlern und der mit ihnen kooperierenden Ermittlergruppe gekommen ist:
- Am 31. Oktober 2015 stürzte ein Airbus A321-200 auf dem Kogalymavia-Flug 9268 in ein Wüstengebiet auf der Sinai-Halbinsel, wobei alle 224 Insassen starben. Am gleichen Tag bekannte sich Wilayat Sinai, der ägyptische Ableger des Islamischen Staates, dazu, den Absturz des Flugzeugs als Vergeltung für Russlands Eingreifen in den Syrienkrieg absichtlich herbeigeführt zu haben und stellte unscharfe, nicht verifizierte Videoaufnahmen ins Netz, auf denen ein im Flug explodierendes Flugzeug zu sehen war.[21][22] Die Flugsicherheitsbehörde Russlands bestätigte einen Tag später, dass der Airbus in der Luft auseinandergebrochen sei, der Leiter des FSB, Alexander Bortnikow, erklärte am 17. November, dass an einem Sprengstoffanschlag als Absturzursache kein Zweifel bestehe. Ungeachtet dieser Umstände führten ägyptische Ermittler den Absturz bereits sehr früh auf einen technischen Defekt zurück und hielten ihre These, wohl in Sorge um negative Folgen für die Tourismusindustrie im Land, monatelang aufrecht, bis sie sich schließlich am 24. Februar 2016 der Anschlagsthese anschlossen.[23]
- Am 19. Mai 2016 stürzte ein Airbus A320-200 auf dem Egypt-Air-Flug 804 von Paris nach Kairo ins Mittelmeer, kurz nachdem er in den ägyptischen Luftraum eingetreten war. Alle 66 Menschen an Bord kamen ums Leben. Die ägyptischen Ermittler gaben im Dezember 2016 an, Sprengstoffspuren an den Körpern von Passagieren gefunden zu haben und erklärte einen Anschlag auf die Maschine als Absturzursache. Die französischen Ermittler der BEA verwarfen ein knappes Jahr nach dem Absturz die Anschlagsthese und vermuteten einen Brand im Cockpit infolge eines explodierten Tablets und einen anschließenden Kontrollverlust. Die ägyptischen Ermittler hielten ihre Anschlagsthese ein weiteres Jahr aufrecht, ehe sie sich der Theorie der BEA anschlossen. Ein Abschlussbericht zu dem Zwischenfall wurde noch nicht veröffentlicht, die BEA kritisiert die intransparente und wenig kooperative Arbeitsweise ihrer ägyptischen Kollegen.[24]

## Verfilmung
Der Absturz wurde 2005 in der achten Folge der dritten Staffel der kanadischen Fernsehserie Mayday – Alarm im Cockpit mit dem englischen Originaltitel Death and Denial und dem deutschen Titel Absturz von Egyptair 990 gezeigt. In nachgestellten Szenen, Animationen sowie Interviews mit Hinterbliebenen und Ermittlern wurde über die Vorbereitungen, den Ablauf und die Hintergründe des Fluges berichtet.